# Owsei Temkin

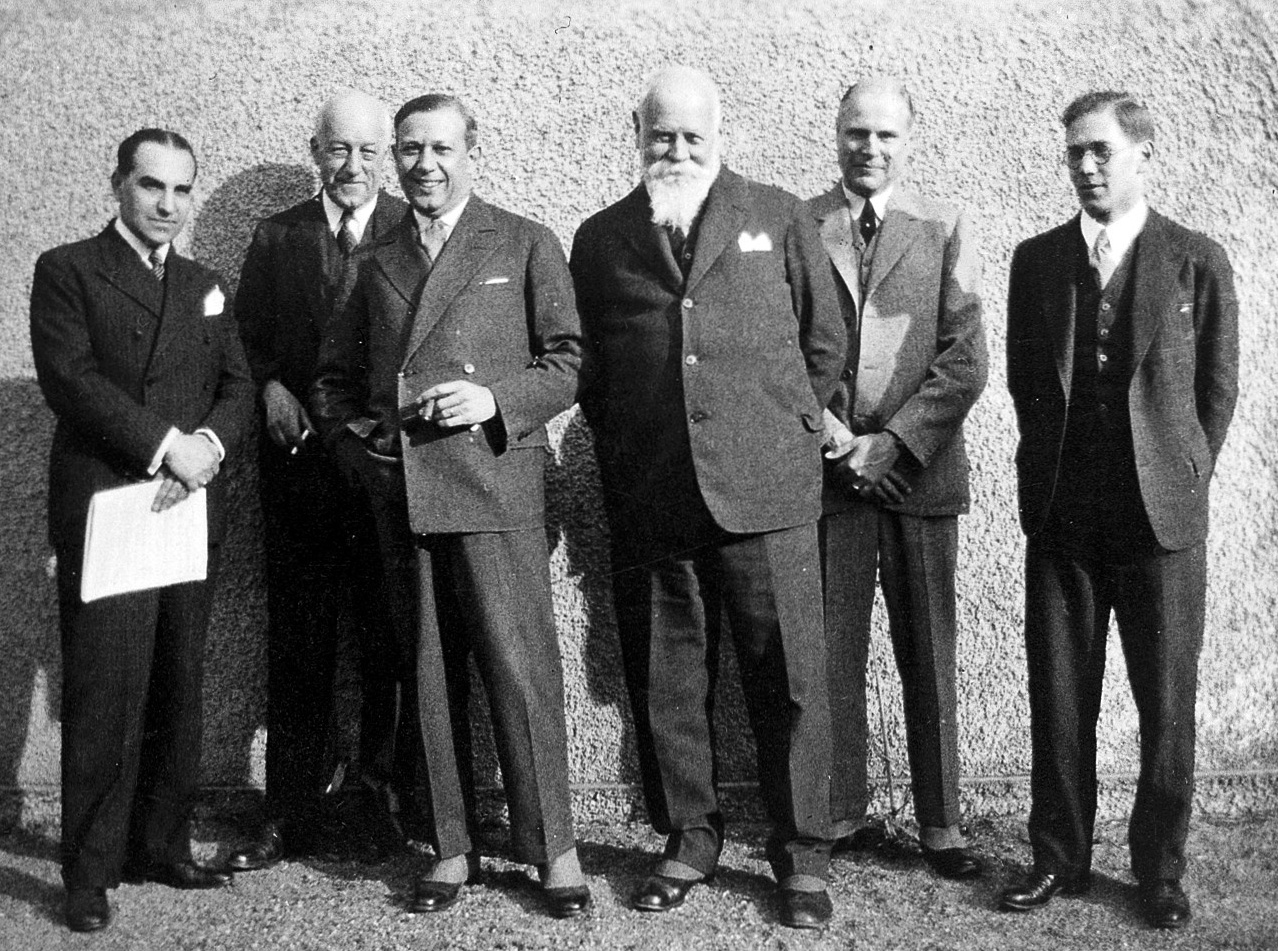
Von li. nach re. Stephen d’Irsay, Arnold C. Klebs, Henry E. Sigerist, Karl Sudhoff, Friedrich Wilhelm Tobias Hunger, Owsei Temkin. Leipzig 1929

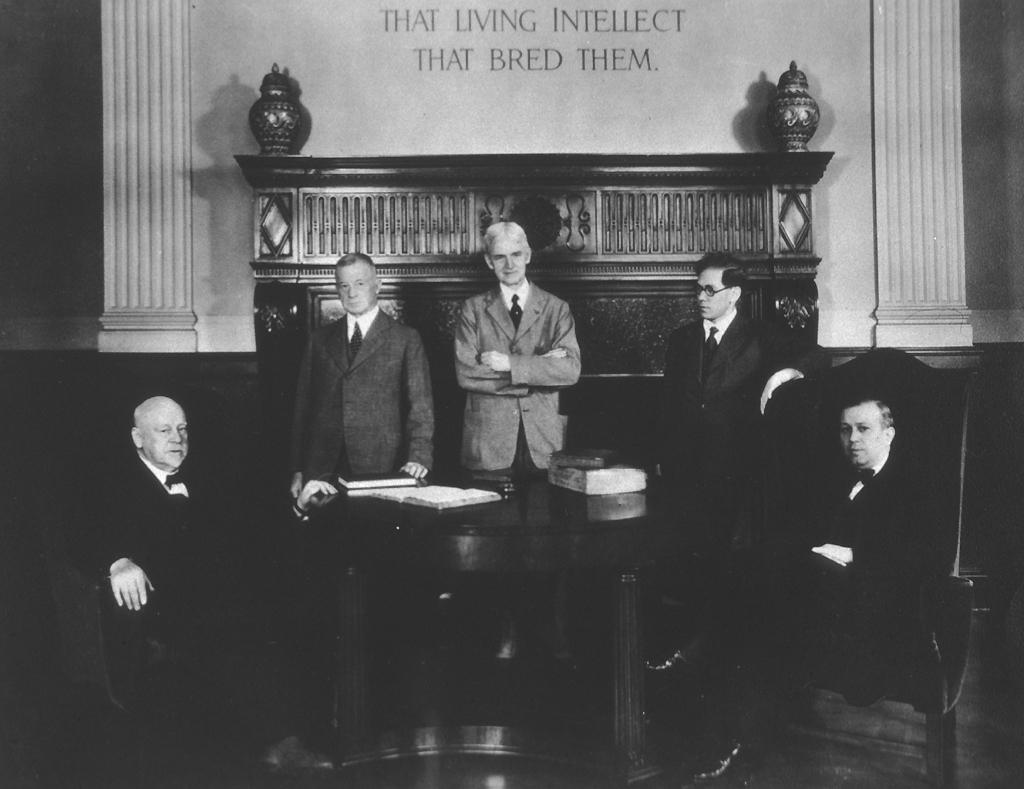
Von links nach rechts: William Henry Welch, Fielding Hudson Garrison, J. Rathbone Oliver, Owsei Temkin, Henry E. Sigerist. Baltimore 1933

Owsei Temkin (auch: Ovsej Temkin; * 6. Oktober 1902 in Minsk, Russisches Kaiserreich; † 18. Juli 2002 in Baltimore, Maryland, USA) war ein deutsch-amerikanischer Arzt und Medizinhistoriker russischer Herkunft.

## Leben
Nach den Judenpogromen 1904 floh die Familie aus Minsk nach Leipzig, wo Owsei Temkin aufwuchs. Nach der Oktoberrevolution von 1917 verlor er die russische Staatsbürgerschaft und wurde staatenlos. 1922 immatrikulierte er sich an der Leipziger Medizinischen Fakultät und besuchte gleichzeitig philosophische Vorlesungen, ab 1925 auch Vorlesungen und Seminare im Leipziger Medizinhistorischen Institut bei Henry E. Sigerist. Hier schrieb er 1927 eine Dissertation mit dem Titel Der systematische Zusammenhang im Corpus Hippocraticum. Nachdem er 1927 das medizinische Staatsexamen bestanden hatte, bewarb er sich vergeblich um eine Stelle in der Klinik. Als Volontärassistent trat er in das Medizinhistorische Institut ein, in dem neben Sigerist auch der emeritierte Karl Sudhoff noch aktiv war. Außerdem waren Johann Daniel Achelis, Ernst Hirschfeld, Walter Pagel, Stephen d’Irsay und Erwin H. Ackerknecht mit dem Institut verbunden. 1928 erhielt Temkin dort die erste Assistentenstelle und im selben Jahr auch die deutsche Staatsbürgerschaft. 1931 verfasste er seine Habilitationsschrift mit dem Titel Geschichte des Hippokratismus im ausgehenden Altertum. Als Sigerist 1930/31 einen Forschungsaufenthalt in den USA antrat, bestimmte er Temkin zum interimistischen Leiter des Instituts.
Nachdem Sigerist 1932 auf den Johns Hopkins-Lehrstuhl in Baltimore berufen worden war, leitete er den Nachzug von Temkin in die Wege. Zusammen mit seiner Ehefrau, der englischen Germanistin C. Lilian Shelly folgte Temkin Sigerist in die USA. Dazu Marcel H. Bickel: „Beide, der Nazifeind Sigerist und der Jude Temkin, hätten in Deutschland schon ein Jahr später keine Zukunft mehr gehabt.“ Schon bald wurden Temkin von den deutschen Nationalsozialisten der Titel eines Privatdozenten und die deutsche Staatsbürgerschaft entzogen. Von seinen Leipziger Kollegen emigrierten auch Erwin H. Ackerknecht und Walter Pagel. 1935 wurde Temkin in Baltimore zum außerordentlichen Professor ernannt, 1938 erlangte er die amerikanische Staatsbürgerschaft.
Nachdem Sigerist 1947 nach Europa zurückgekehrt war, verwaltete Temkin den Johns Hopkins-Lehrstuhl zwei Jahre lang kommissarisch. Von 1949 bis zu seiner Emeritierung 1958 stand Richard Harrison Shryock dem Institut vor, gefolgt von Temkin 1958–1968.
Die Schwerpunkte von Temkins Arbeiten lagen unter anderem in Forschungen zur Geschichte der Byzantinischen Medizin, Epilepsie und Gynäkologie. Er veröffentlichte Kindslagenhandschriften mit Signaturen von Barberinus und Vossanius. Owsei Temkin verstarb kurz vor seinem 100. Geburtstag. Die Festschrift für die mehrtägigen Jubiläumsfeierlichkeiten, die unter anderem mit seinen beiden Töchtern geplant waren, war von der Universität Baltimore bereits gedruckt.

## Auszeichnungen
- 1958 wurde er in die American Academy of Arts and Sciences sowie in die American Philosophical Society[4] gewählt.
- 1960 wurde er mit der George-Sarton-Medaille ausgezeichnet, dem höchst renommierten Preis für Wissenschaftsgeschichte der von George Sarton und Lawrence Joseph Henderson gegründeten History of Science Society (HSS).
- 1978 wurde er in die National Academy of Sciences gewählt.

## Veröffentlichungen (Auswahl)
- Zur Geschichte von „Moral und Syphilis“. In: Archiv für Geschichte der Medizin. Band 19, Heft 4, (1. Oktober) 1927, S. 331–348.
- Geschichte des Hippokratismus im ausgehenden Altertum. In: Kyklos. Band 4, 1932, S. 1–80. (Zugleich Medizinische Habilitationsschrift, Leipzig 1931).
- The doctrine of epilepsy in the Hippocratic writings. In: Bulletin of the History of Medicine. 1, 1933, S. 277–322.
- Galen’s „Advice for an epileptic boy“. 1934 (Digitalisat).
- The Falling Sickness. A History of Epilepsy from the Greeks to the Beginning of Modern Neurology. Johns Hopkins, Baltimore 1945; 2. Auflage. Baltimore / London 1971; 1994 (2., durchgesehene Auflage): ISBN 0-8018-4849-0.
- A Galenic Model for quantitative physiological reasoning. In: Bulletin of the History of Medicine. Band 35, 1961, S. 470–475.
- Byzantine Medicine: Tradition and Empiricism. In: Dumbarton Oaks Papers. Band 16, 1962, S. 97–115 (kostenpflichtiger Download auf JSTOR). Deutsch (Byzantinische Medizin) in: Hellmut Flashar (Hrsg.): Antike Medizin. Darmstadt 1971 (= Wege der Forschung. Band 221), S. 435–468.
- mit C. Lilian Temkin: Ancient Medicine: Selected Papers of Ludwig Edelstein. 1967.
- mit Bentley Glass und William L. Straus Jr.: Forerunners of Darwin, 1745–1859. The Johns Hopkins University Press, 1968, ISBN 0-8018-0222-9.
- The double face of Janus and other essays in the history of medicine. Hopkins University Press, Baltimore 1977, ISBN 0-8018-1859-1[5]
- Soranus’ Gynecology. Baltimore/London 1956 (Digitalisat).
- Hippocrates in a world of pagans and Christians. 1991 (Digitalisat).
- On Second Thought. In: „On Second Thought“ and Other Essays in the History of Medicine. Johns Hopkins University Press, Baltimore 2002 (Digitalisat).